# 見上げてごらん夜の星を (曲)
「見上げてごらん夜の星を」（みあげてごらんよるのほしを）は、1960年に初演されたミュージカル『見上げてごらん夜の星を』の劇中主題歌。作詞永六輔、作曲いずみたく。
1963年、坂本九のカバーがヒットし第5回日本レコード大賞作曲賞を受賞。坂本の代表曲であり、後に数多くのアーティストにカバーされた。

## 概要
元々は、1960年に永六輔といずみたくが制作・公演した同名ミュージカルの劇中主題歌であり伊藤素道とリリオ・リズム・エアーズが最初に歌っていた。1963年5月1日に、坂本九が東芝音楽工業（後のEMIミュージック・ジャパン）からシングルレコードとしてリリースすると大ヒットした。編曲者は渋谷毅である。1964年時点でシングルレコードだけで15万枚を売り上げている。
坂本はミュージカルの再演と同名映画でも夜学生を主演し、地方から東京へ集団就職し定時制高校に通っていた生徒たちは、この名曲に励まされたという。いずみによると同曲はレコードで聴くというよりは自分でなんとなく口ずさんでしまいたくなる曲であり、ヒットのわりにはレコードはあまり売れなかったという。なお、作曲を手がけたいずみたくは本楽曲で第5回日本レコード大賞・作曲賞を受賞している。
坂本は本楽曲で1963年末の「第14回NHK紅白歌合戦」に3回目の出場を果たし、目をつむって熱唱した。また、1969年の「第20回NHK紅白歌合戦」でも坂本によって歌唱されている。2003年には平井堅が本楽曲をカバーし、最新技術を用いた坂本のオリジナル映像との組み合わせでまるで坂本と平井が本当に共演しているかのようなPVが製作され、同年の「第54回NHK紅白歌合戦」でも平井と坂本の映像のデュエットが披露された。
日本航空123便墜落事故で坂本が不慮の死を遂げた直後の1985年8月21日放送のフジテレビ系「夜のヒットスタジオDELUXE」では、森進一が坂本への追悼の意を込めて、当日歌唱予定であったオリジナル曲「うさぎ」の歌唱を急遽取り止めて本楽曲を涙ながらに熱唱。その際にスタジオにいた出演者・スタッフのみならず多くの視聴者の涙を誘った。この場面は番組史上に残る絶唱として番組が終了した現在もなお語り草となっている。B'zのボーカル稲葉浩志は後年、プロミュージシャンを志すに当たって強い影響を受けた場面としてこの森による歌唱を挙げた。森はこの後も他のテレビ番組でも幾度か披露したほか、自身のオリジナルアルバムでも本楽曲を録音した。
1987年には日本の中学生向け音楽教科書に、1984年以後は高校生向け音楽教科書に何度か掲載されている。
2002年、全国の天文台が行ったインターネット調査で「『星』で思いつく歌」という質問に対して、ディズニー映画ピノキオのテーマ曲「星に願いを」に次いで、本楽曲が2位に選出。
2006年（平成18年）に文化庁と日本PTA全国協議会が「日本の歌百選」に選定した。

## エピソード
- 1980年放送の桃屋「ごはんですよ!」のテレビCM「思い出のフォーク篇」において「見上げてごらん夜の星を」が使用された[11]。
- 2007年、和歌山県海草振興局や紀美野町まちづくり推進協議会などは、観光客誘致を狙って特殊な舗装で車が通ると音楽が鳴る「メロディーロード」を、紀美野町赤木の国道370号に整備したが、町内の小中学生のアンケート結果から『見上げてごらん夜の星を』を曲として採用した。約320メートルを、溝の幅や深さがさまざまなしま模様に舗装し、制限速度を守って時速約40キロで走るとタイヤとの接触音が約30秒間車内でメロディーのように聞こえる仕組み。事業費約500万円[12]。
- 2011年東日本大震災後、坂本九の歌が被災地でミュージシャンに歌われたり、復興に向けたCMソングに起用されたりと静かなブームになった。たとえば、坂本の妻で女優の柏木由紀子と娘で歌手の大島花子と舞坂ゆき子は岩手県釜石市で開かれたミニコンサートで『上を向いて歩こう』と『見上げてごらん夜の星を』を歌った[13]。この2曲は、4月6日から約1カ月間、飲料会社サントリー（大阪市北区）のCMソングにも起用された[13]。同社の商品CMに出演している矢沢永吉、本木雅弘、宮沢りえ、中村獅童、竹内結子、小雪、坂本龍一、堀北真希らがバトンリレー形式で、坂本九の『上を向いて歩こう』と『見上げてごらん夜の星を』を歌うメッセージ広告。商品の宣伝は一切なく、最後に曲名と「SUNTORY」の小さなロゴが入る。編曲は山下宏明。広報担当者によると「希望の歌のバトンリレーを行うことで、少しでもたくさんの人の気持ちに絆の和を広げていければ」という趣旨[14]。各曲60秒と30秒バージョンの計30本あり、出演者は総勢71名にのぼるが、全員ノーギャラという[15]。同CMはCM総合研究所による4月後半のCM好感度調査で2位[16]、2011年上半期の同調査では10位となり[17]、また、東京アートディレクターズクラブにおいてADCグランプリを獲得した[18]。
- 2011年、スタジオジブリのアニメ映画「コクリコ坂から」では坂本九の『上を向いて歩こう』が挿入歌とキャッチコピーとして使用されているが、脚本の宮崎駿は同曲があまり好きではなく、また映画の舞台となった1963年当時の代表曲を使いたいという宮崎吾朗監督の意向から当初は『見上げてごらん夜の星を』を使用する予定であったが、鈴木敏夫プロデューサーが「あのころの少年にとって九さんの歌は『上を向いて歩こう』しかないよ」と変更したという[19][20][21]。
- 坂本が疎開のため幼少時代に住んでいた茨城県笠間市の一部（旧笠間市域[要出典]）では、夕方17時の時報として防災行政無線からこの曲が流される[注 1][22]。また、福岡県大川市の防災行政無線では18時に市内全域で流されている。
- 2025年8月14日、NHKの連続テレビ小説「あんぱん」第20週第99話にて、ミュージカル「見上げてごらん夜の星を」のシーンが放映された[23]。

## 坂本九によるカバー

### 収録曲
1. 見上げてごらん夜の星を
  - 作詞：永六輔　作曲：いずみたく　編曲：渋谷毅
2. 勉強のチャチャチャ
  - 作詞：永六輔　作曲：いずみたく　編曲：川口真
  - コーラスでダニー飯田とパラダイス・キングが参加している。振り付けが存在する。
  - 坂本九のアメリカ進出第二弾レコード「China Nights（支那の夜）」のB面にも収録された。

## フォーリーブスによるカバー
フォーリーブス結成7周年を記念してリリースされた20枚目のシングル。同名ミュージカルの主演を務めた時に発売。
坂本盤と曲目は同一だが、B面の曲名が「勉強のチャチャチャ」から「チャチャチャで勉強」と題している。

### 収録曲
- 両曲共に作詞：永六輔／作曲：いずみたく

1. 見上げてごらん夜の星を（3分25秒）
編曲：高田弘
2. チャチャチャで勉強（2分3秒）
編曲：大柿隆

## DEENによるカバー
DEENの22ndシングルとしてリリース。坂本九と同じく父親を日本航空123便墜落事故で亡くしたバイオリニスト、ダイアナ湯川が参加した。

### 収録曲
1. 見上げてごらん夜の星を
2. 今日の日はさようなら
3. 見上げてごらん夜の星を／instrumental
4. 今日の日はさようなら／instrumental

### 収録アルバム
- 『和音〜Songs for Children〜』(#1,#2)
- 『DEENAGE MEMORY -20周年記念ベストアルバム-』(#1)
- 『DEEN The Best FOREVER 〜Complete Singles +〜』(#1)

参加ミュージシャン
1. 作詞:永六輔　作曲:いずみたく　編曲:DEEN＆時乗浩一郎
2. 作詞&作曲:金子詔一　編曲:DEEN

- DEEN
  - 池森秀一：Vocal
  - 山根公路：Keyboards
  - 田川伸治：Guitar
- ゲストミュージシャン
  - ダイアナ湯川:Violin

## ゆずによるカバー
「見上げてごらん夜の星を〜ぼくらのうた〜」（みあげてごらんよるのほしを　ぼくらのうた）は、ゆずのメンバー北川悠仁が原曲の「見上げてごらん夜の星を」から新たにメロディや歌詞をアレンジし、ゆずの配信限定シングルとしてセーニャ・アンド・カンパニーから配信された楽曲。この項では便宜上、2006年にリリースされた作品を「2006年版」、2016年にリリースされた作品を「2016年版」と呼ぶこととする。

### 2006年版
京都・醍醐寺と山梨・身曾岐神社にて開催されたライブ「ゆずスマイルコンサート 2006 〜にほんのうた〜」で披露されたライブ音源を2006年9月20日に着うた、着うたフルで配信した。現在、ゆず公式サイトの「ディスコグラフィ」には記載されていない。DVD「スマイルコンサート2006 にほんのうた」にも収録されている。

### 2016年版
2016年には初めてスタジオでレコーディングした音源が日本生命CM“Play,Support それぞれのサポーター篇”タイアップソングに採用され、6月19日からCMのオンエアが開始、7月25日に配信限定でリリースされた。
さまざまなプロモーション方法があるなかで、「まずは耳で、曲を聴いてもらいたい」というゆずの想いに賛同した全国の各ラジオ局の番組で、発売月である7月のエンディングテーマ・イチオシ曲・パワープレイ等に多数決定し、7月1日にCM部分以外も含めたラジオオンエアが解禁されて以降、多くのオンエアがされた。
そのこともあってかリリース時はテレビでは披露されなかったが、この年の11月1日の『うたコン』（NHK）でテレビ初披露されたのを皮切りに、年末の大型音楽番組で多数披露された。
大晦日の『第67回NHK紅白歌合戦』ではこの年に逝去したオリジナル作詞家の永六輔の追悼として、ゆずの二人が永と生前親交の深かった黒柳徹子のもとを訪ねて永の音楽に向き合う姿勢などを聞き、加詞部分についても「永さんが言いそう」と黒柳からお墨付きをもらったVTRの後に歌唱した。
ミュージック・ビデオは存在しないが、オリジナルへの敬意を表し、ゆず、スタッフ、スタジオミュージシャン全員が正装で参加したという1分程度の「Recording Movie」が「ゆず YouTube Official Channel」にて公開されている。
印税はリリース3ヶ月前に発生した熊本地震で大きな被害に見舞われた熊本市に全額寄付された。
ベストアルバム『YUZU 20th Anniversary ALL TIME BEST ALBUM ゆずイロハ 1997-2017』に収録されて初のCD化となったが、オリジナルアルバムには未収録である。

### 収録曲
1. 見上げてごらん夜の星を〜ぼくらのうた〜
  - 作詞 : 永六輔　作曲 : いずみたく　加詞曲 : 北川悠仁　編曲 / サウンドプロデュース : 蔦谷好位置（2016年版）

## その他のカバー
- 秋川雅史（アルバム『千の風になって〜一期一会〜』に収録）
- ASKA（アルバム『「僕にできること」いま歌うシリーズ』に収録）
- アナスタシア（声：上坂すみれ）（『THE IDOLM@STER CINDERELLA MASTER Cool jewelries! 002』に収録）
- 荒牧陽子（アルバム『リスペクト！〜私が昭和を歌ったらこんな感じ！〜』に収録）
- 石原詢子（アルバム『我がこころの愛唱歌II〜人情と活気に溢れてたあの時代〜』、CD-BOX『石原詢子 時代のうた』に収録）
- 井上堯之（アルバム『井上堯之の世界』に収録）
- 岩崎宏美（アルバム『Dear Friends』に収録）
- 岩崎良美（アルバム『色彩の主人公』に収録）
- 内田喜郎（1975年に出したアルバム『ふるさと』の中で、タイトルを「みあげてごらん夜の星」に変えて発表）
- 大江千里（アルバム『ROOM 802』に収録）
- 押尾コータロー（インストルメンタルとしてカヴァー アルバム「Be HAPPY」に収録）
- 小原未久（シングル 2003年10月14日）
- 海上自衛隊東京音楽隊／三宅由佳莉（アルバム『希望～Songs for Tomorrow』に収録）
- KATSUMI（アルバム『Your Songs.2011』に収録）
- 華原朋美（アルバム『MEMORIES 2 -Kahara All Time Covers-』に収録）
- 吉川晃司（CDブック「ウインター・グリーティング」に収録）
- 木山裕策（アルバム『月 美しき日本の抒情歌』（2020年12月16日）に収録）
- 堺正章（オムニバスアルバム『昭和おとなカヴァー』に収録）
- 櫻井哲夫（アルバム『Talking Bass』に収録）
- 佐山雅弘（アルバム『SHUFFLE』に収録）
- 島津亜矢（アルバム『SINGER 4』（2017年9月20日）に収録）
- 庄野真代with浜田山〜ず（アルバム『Time Traveller vol.1〜時代の夜汽車〜』に収録）
- スガシカオ（iTunes限定配信）
- 涼風真世（宝塚歌劇団OGのカバーアルバム『麗人 REIJIN -Showa Era-』（2015年7月1日、ビクターエンターテインメント）に収録[36]）
- 鈴木トオル（アルバム『Voice 邦楽・カヴァー集』に収録）
- 小鳥遊六花（声：内田真礼）（テレビアニメ『中二病でも恋がしたい!』挿入歌。同番組オリジナルサウンドトラックに収録）
- 髙橋真梨子（アルバム『No Reason 〜オトコゴコロ〜』に収録）
- デーモン閣下（アルバム『うただま』に収録）
- デューク・エイセス（アルバム『おさななじみ デュークの歌うヒット歌謡集』（1964年）に収録。1992年の第43回NHK紅白歌合戦で披露）
- 堂本剛（KinKi Kids 13th Single『Hey! みんな元気かい?』の初回盤に収録）
- 豊川誕 - アルバム『夜空の道しるべ』（1976年）に収録
- トライトーン（アルバム『A Cappella 1』に収録。アカペラ混声5部による演奏）
- 夏川りみ（アルバム『歌さがし 〜リクエストカバーアルバム〜』に収録）
- 沼倉愛美・原由実・浅倉杏美（アルバム『THE IDOLM@STER STATION!!! Nouvelle Vague』に収録）
- 林部智史（シングル「だきしめたい」(スペシャル盤)（2017年9月20日）C/W曲）
- 伴都美子（アルバム『Voice〜cover you with love〜』に収録）
- 加藤いづみ カヴァーアルバム『favorite』（2008年）に収録
- BEGIN（アルバム『Fan-little Pieces』にてカヴァー。のち、アニメ『ふたつのスピカ』エンディングテーマ）
- 平井堅（最新技術を用いて坂本九との仮想デュエット仕様となっている。演奏はオリジナルのものを完全に使用。アルバム『Ken's Bar』に収録）
- PUSHIM（カバーアルバム『THE ノスタルジックス』に収録[37]）
- ザ♂ベルカント5シンガーズ（アルバム『懐かしの昭和歌謡名曲集1～あの時君は若かった～』（2019年5月15日）に収録）
- 本田美奈子.（アルバム『心を込めて...』に収録）
- 前田愛（映画『トイレの花子さん』主題歌）
- 槇原敬之（アルバム『Listen To The Music 2』の初回限定盤に収録）
- 松崎しげる（アルバム『私の歌〜リスペクト〜』（2015年6月10日）に収録）
- 松原健之（アルバム『旅立つ季節に』に収録）
- Ms.OOJA（ドラマ『幸せの時間』主題歌）
- 水木一郎（シングル『GOLDEN RULE〜君はまだ負けてない〜』C/W曲）
- mekakushe（2019年4月公開の映画『ボケとツッコミ』挿入歌 - 監督：藤代雄一朗、製作：新潟市西蒲区役所・武蔵野美術大学、制作：DRAWING AND MANUAL[38]）
- 山岡美香（山岡美香ファーストアルバム「CHAMBRE」に収録。見上げてごらん夜の星を(English Version)）
- 山田姉妹（アルバム『あなた 〜よみがえる青春のメロディー』に収録）
- 裕木奈江（テレビドラマ『ウーマンドリーム』内で、裕木演じるヒロインがこの曲を歌った映像が元でブレイクするという設定）（シングル『泣いてないってば』c/w）
- yu-yu（アルバム『Always』に収録）
- 米倉利紀（カバーアルバム「うたびと」（2015年8月26日）に収録[39]）
- Re:Japan（アルバム『look up to the sky〜明日があるさ〜』に収録。歌唱はダウンタウン）
- 渡辺秀吉 - アルバム『ぼくはもう一度恋をする』（1974年）に収録
- 石川さゆり
- 花田ゆういちろう、小野あつこ - ライブCD・DVD『「おかあさんといっしょ」ファミリーコンサート「まってたんだよ キミのこと」』（2021年）[40]、DVD・Blu-ray Disc『「おかあさんといっしょ」スタジオライブ・コレクション 〜うたをあつめて〜』（2021年）[41]に収録